# Klan Donald
MacDonald (Macdonald, McDonald, MacDonnell, O'Donnell gael. MacDhòmhnaill „syn Donalda”) – nazwisko szkockich i irlandzkich rodów, tworzących jeden z najstarszych i największych klanów.
Osiedleni przede wszystkim w północno-zachodniej Szkocji, na Hebrydach i wschodniej Irlandii.
Pochodzą od króla Wysp (Lord of the Isles) Somerleda, który w połowie XIII w. władał Hebrydami. Przodkiem Macdonaldów jest Ranald, młodszy syn Somerleda, od którego bierze nazwę gałąź Macdonaldów of Clanranald. Nazwisko wywodzi się od syna Ranalda, imieniem Donald.
Od starszego syna Somerleda, Dougalla pochodzi inny klan, nie tak liczny i potężny - klan MacDougall.
Do poł. XV w. panowali prawie niezależnie od królów Szkocji, używając tytułu Lord of the Isles - Panów Wysp. Dopiero Jakub III częściowo ich potęgę złamał, wymuszając respektowanie zależności od suwerena.
Jak zwykle w przypadku potężnych klanów wódz Macdonaldów posiadał swój dwór, podobny królewskiemu, z dziedzicznym bardem, dziedzicznym dudziarzem, własnym heroldem. Urząd herolda klanu MacDonaldów został w 2002 r. reaktywowany po 4 wiekach, i oficjalnie uznany przez Heroldię Szkocji jako Finlaggan Pursuivant of Arms.

## Podział rodu
Wielki klan Donald dzieli się na sześć głównych gałęzi:
- MacDonald of MacDonald, zwany też MacDonald of the Isles
- MacDonald of Sleat (Clan Donald North)
- MacDonnell of the Glens, MacDonald of Dunnyveg, MacDonald of Islay and Kintyre zwany też Clan Donald South
  - MacDonnell of Antrim, zamieszkujący hrabstwo Antrim w Irlandii
- MacDonald of Clan Ranald
- MacDonald of Glengarry
- MacDonald of Keppoch
- Mac Donnell of the Glens

Klan MacDonald of MacDonald dzieli się dalej na kilka mniejszych klanów:
- MacDonald of Ardnamurchan, zwany też MacIain of Ardnamurchan
- MacDonald of Lochals
- MacDonald of Glencoe, zwany także Clan Iain Abrach

- Clan Macalister
- MacDonnell of Islay and Kintyre